# Iolaus bolissus
Iolaus bolissus är en fjärilsart som beskrevs av William Chapman Hewitson 1873. Iolaus bolissus ingår i släktet Iolaus och familjen juvelvingar. Inga underarter finns listade i Catalogue of Life.

## Bildgalleri

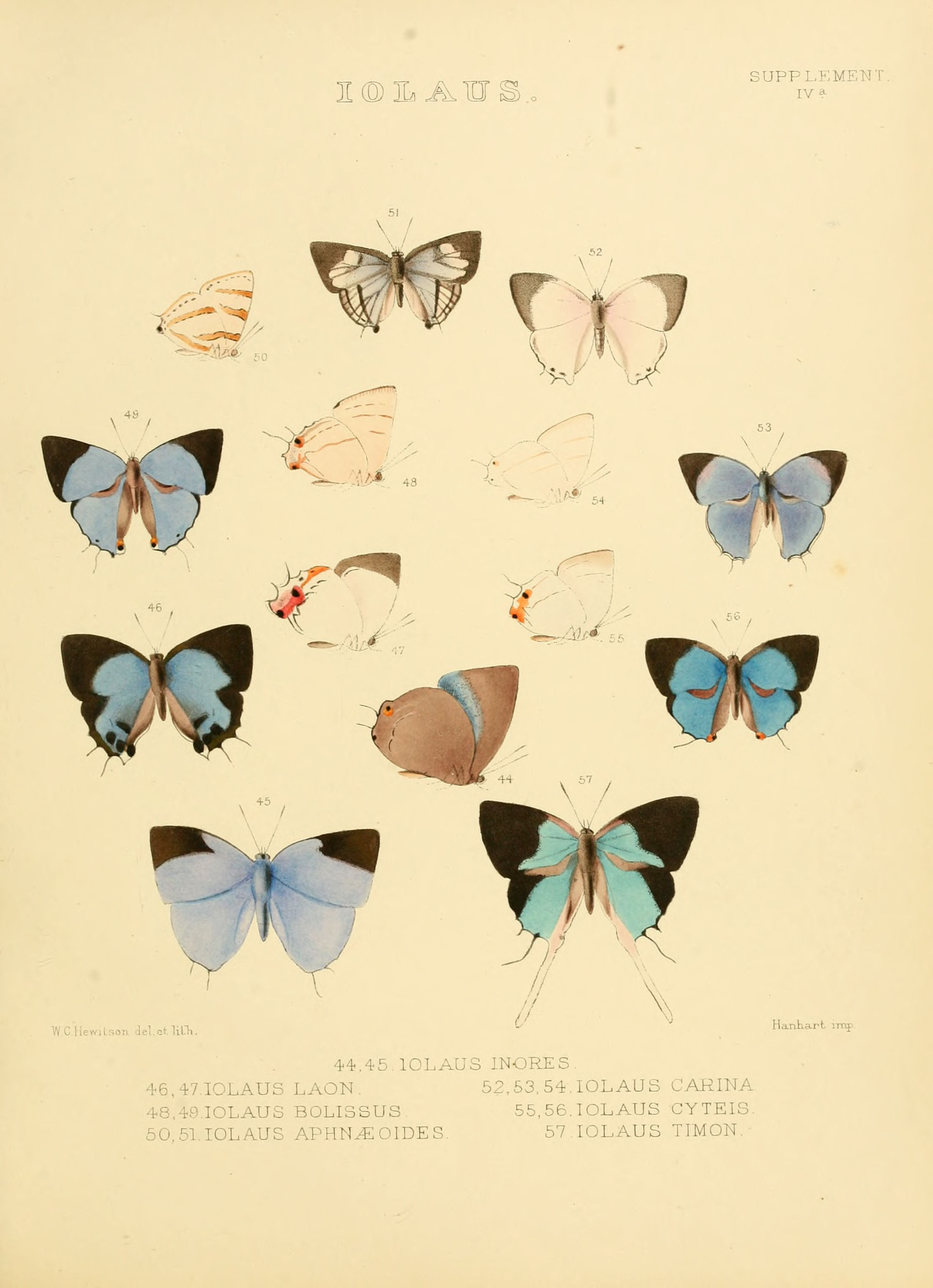
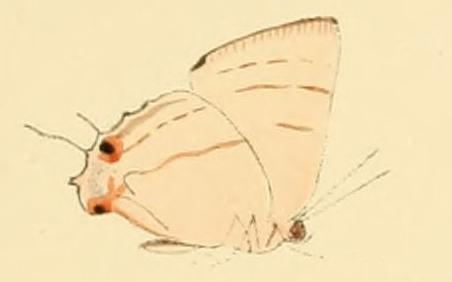
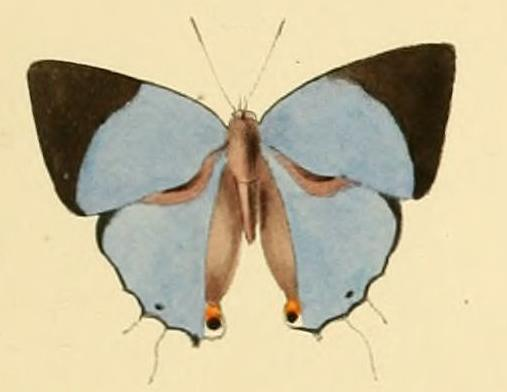